# Filip Borlovan
Filip Borlovan (ur. 25 listopada 1909 w Lugoju) – rumuński zapaśnik. Uczestnik Igrzysk Olimpijskich w 1936 w Berlinie. Na igrzyskach uczestniczył w turnieju w wadze lekkiej (do 68 kg), na których zajął 8. miejsce odpadając w trzeciej rundzie. W Berlinie wygrał 2 walki na punkty oraz jedną przegrał przedczasem.